# Elliot Giles
Elliot Giles (26 mei 1994) is een Brits atleet, die zich heeft gespecialiseerd in de 800 m. Hij verwierf internationale bekendheid door bij de Europese kampioenschappen van Amsterdam een bronzen medaille te winnen. Hij nam driemaal deel aan de Olympische Spelen.

## Biografie
Giles vroege atletiekloopbaan wordt gekenmerkt door een lange periode met blessures. In de periode van januari 2012 tot mei 2015 kwam Giles niet in actie bij wedstrijden. In juli 2014 was Giles het slachtoffer in een ernstig motorongeluk, waarvan hij gedurende lange periode moest revalideren. In 2015 verbeterde Giles zijn persoonlijke record op de 800 m uit zijn juniorentijd met bijna zes seconden tot 1.47,55. In datzelfde jaar deed hij voor het eerst mee aan de Britse kampioenschappen. Hij wist de finale te bereiken, maar werd gediskwalificeerd wegens obstructie van een tegenstander.
Ook in de winter van 2016 had Giles last van diverse blessures. Desondanks was de atleet tijdens het baanseizoen sterker dan het voorgaande jaar: hij verbeterde zich in juni tot 1.47,21. Twee weken later won Giles de titel op de 800 m tijdens de Britse kampioenschappen. Alhoewel hij de Britse limiet op de 800 m voor de EK van Amsterdam niet gelopen had, werd hij toch toegevoegd aan de nationale ploeg, aangezien hij wel de internationale B-limiet had gehaald. Tijdens die Europese kampioenschappen was de Brit succesvol. Bij zijn internationale debuut veroverde Giles een bronzen medaille door in de finale 1.45,54 te lopen. Deze tijd was voldoende voor kwalificatie voor de Olympische Spelen van Rio de Janeiro.

## Titels
- Brits kampioen 800 m - 2016, 2017, 2018, 2021
- Brits indoorkampioen 800 m - 2018, 2022
- Brits indoorkampioen 1500 m - 2017

## Persoonlijke records
Outdoor
| Onderdeel         | Prestatie   | Datum             | Plaats     |
| ----------------- | ----------- | ----------------- | ---------- |
| 800 m             | 1.44,05     | 4 juli 2021       | Stockholm  |
| 1000 m            | 2.18,02     | 15 juni 2024      | Nice       |
| 1500 m            | 3.30,92     | 23 juli 2023      | Londen     |
| 1 Eng. mijl       | 3.51,63     | 16 september 2023 | Eugene     |
| 1 Eng. mijl (weg) | 3.51,3 (WR) | 1 september 2024  | Düsseldorf |

Indoor
| Onderdeel   | Prestatie    | Datum            | Plaats  |
| ----------- | ------------ | ---------------- | ------- |
| 600 m       | 1.19,23      | 12 februari 2020 | Athlone |
| 800 m       | 1.43,63 (NR) | 17 februari 2021 | Toruń   |
| 1500 m      | 3.35,93      | 3 februari 2022  | Ostrava |
| 1 Eng. mijl | 3.59,71      | 30 januari 2019  | Londen  |

## Palmares

### 800 m
- 2015: DQ in fin. Britse kamp.
- 2016:  Britse kamp. - 1.48,00
- 2016:  EK - 1.45,54
- 2016: 7e in serie OS - 1.47,88
- 2017:  Britse kamp. - 1.49,52
- 2017: 6e in ½ fin. WK - 1.46,95 (in serie 1.45,86)
- 2018:  Britse indoorkamp. - 1.49,91
- 2018: 4e WK indoor - 1.48,22 (in serie 1.45,46)
- 2018: 7e in ½ fin. EK - 1.47,40
- 2018:  Britse kamp. - 1.50,28
- 2019: 5e in ½ fin. WK - 1.45,15
- 2021:  Britse kamp. - 1.45,11
- 2021: 3e in ½ fin. OS - 1.44,74 (in serie 1.44,49)
- 2022: DNS in series WK Indoor
- 2022:  Britse indoorkamp. - 1.47,99
- 2024: 7e EK - 1.47,06 (in serie 1.46,40)
- 2024: 5e in ½ fin. OS - 1.45,46

Diamond League-podiumplaatsen
- 2019:  Müller Grand Prix - 1.46,27
- 2020:  Doha Diamond League - 1.44,56
- 2021:  Stockholm Bauhaus Athletics - 1.44,05

### 1500 m
- 2017:  Britse indoorkamp. - 3.45,59
- 2019: 4e in series EK Indoor - 3.48,76
- 2022: 9e Gemenebestspelen - 3:33,56
- 2023: 12e in ½ fin. WK - 3.39,05 (in serie 3.34,63)

### 1 Eng. mijl
- 2021:  British Grand Prix - 3.52,49